# Brumbies
I Brumbies (precedentemente noti come ACT Brumbies e per ragioni di sponsorizzazione indicati come CA Brumbies) sono una squadra australiana di rugby a 15 che disputa il Super Rugby. Fondata a Canberra, la squadra prende il nome dai cavalli selvaggi che abitano nell'entroterra di Canberra. La squadra rappresenta le regioni del Territorio della Capitale Australiana (ACT) e del Nuovo Galles del Sud meridionale.
I Brumbies vennero formati nel 1996 per fornire una terza franchigia australiana all'appena costituito Super 12 (poi Super 14 e oggi Super Rugby). Venne predetto che i Brumbies, composti da cosiddetti "reietti" (giocatori scartati dalle altre due squadre), avrebbero avuto delle prestazioni scarse. Da allora hanno avuto maggior successo delle altre due squadre (i New South Wales Waratahs e i Queensland Reds), raggiungendo cinque volte la finale e vincendola in due occasioni, unica squadra australiana ad essere riuscita nell'impresa.
I Brumbies indossano una divisa blu, bianco e oro e giocano al Canberra Stadium (precedentemente noto come Bruce Stadium). 

## Storia
Il rugby a 15 ha una lunga tradizione nell'Australian Capital Territory. Le Isole Britanniche aprirono il loro tour del 1899 in Australia con un incontro a Goulburn. Comunque, si dovette attendere fino al 1938 perché venisse fondata la ACT Rugby Union. Quattro squadre diedero vita alla prima competizione locale; University, Easts, RMC e Norths. Sempre in quell'anno, una rappresentativa dell'ACT giocò contro gli All Blacks, perdendo per 56 a 5.
La prima vittoria internazionale di una rappresentativa dell'ACT si ebbe nel 1973, con una vittoria su Tonga per 17 a 6. Nel 1978 una squadra dell'ACT sconfisse il Galles, che era campione uscente del Cinque Nazioni. L'ACT era indietro per 6 a 16 all'intervallo, ma rimontò e vinse con una punizione negli istanti finali dell'incontro.
L'ACT sconfisse i Waratahs 44 a 28 a Sidney nel 1994, il che aprì alla squadra la strada per diventare una franchigia, ed essere inclusa nella nuova competizione a livello internazionale del Super 12, a fianco dei Reds e dei Waratahs. L'ACT divenne così la terza squadra provinciale dell'Australia a essere ammessa nel nuovo torneo, col nome ufficiale di ACT Brumbies.
Nella stagione inaugurale del Super 12, sotto la guida dell'allenatore Rod McQueen, i Brumbies arrivarono quinti in classifica dopo la stagione regolare, mancando di poco i play off. La stagione successiva fu persino più soddisfacente, poiché i Brumbies ebbero accesso ai play off, venendo poi sconfitti dagli Auckland Blues.
Eddie Jones divenne allenatore nel 1998, ma la squadra terminò la stagione successiva al decimo posto. Tuttavia, si registrò un notevole miglioramento l'anno successivo, durante il quale i Brumbies terminarono per la seconda volta al quinto posto, sfiorando ancora una volta i play off. Nel 2000, riuscirono a raggiungere la finale e a giocarla in casa, ma furono tuttavia sconfitti di un solo punto dai Crusaders, per 19-20.

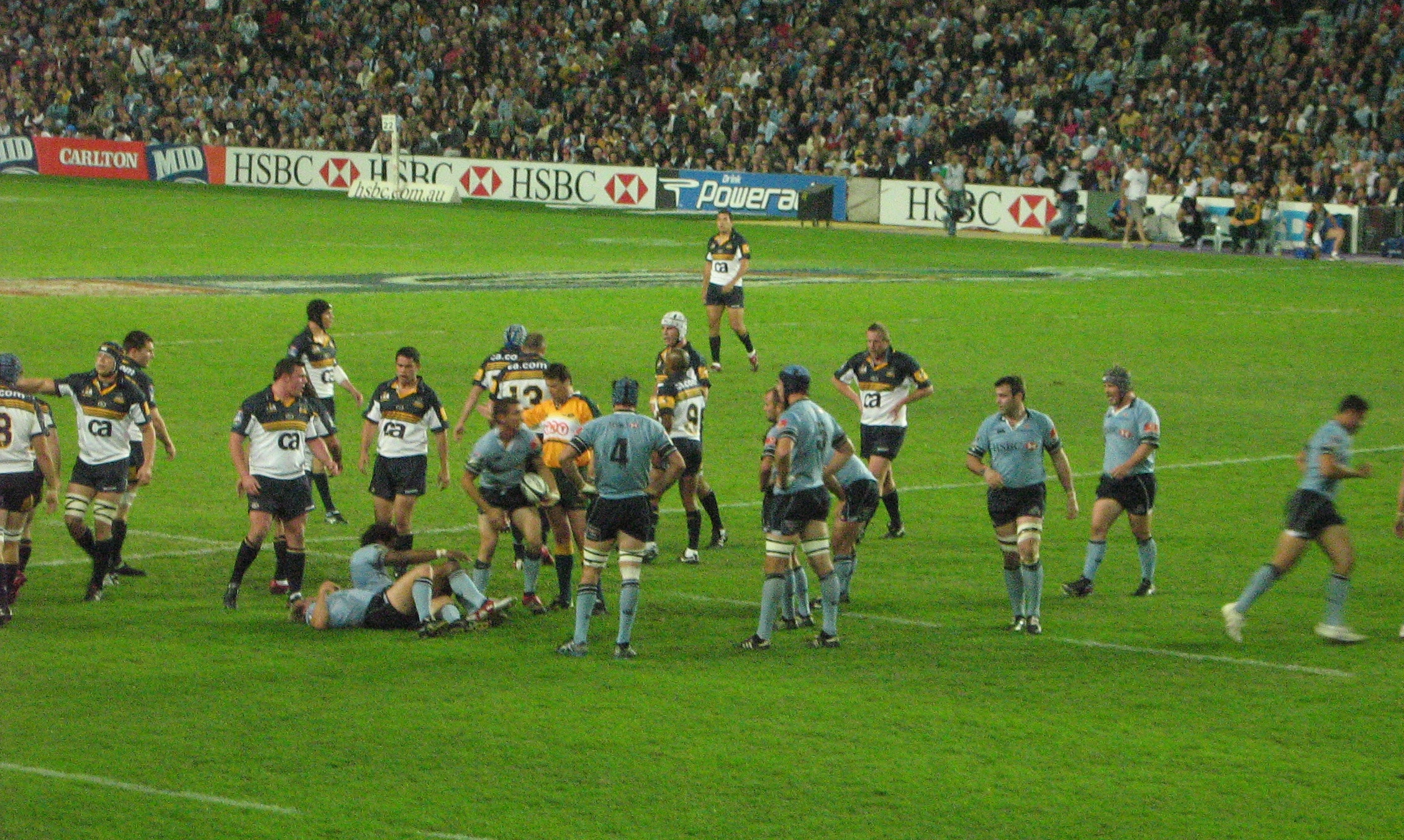
Brumbies - Waratahs, aprile 2006

Nel 2001 ripeterono le loro buone prestazioni dell'anno precedente accedendo ancora una volta in finale, questa volta contro gli Sharks. I Brumbies vinsero la partita e il torneo, divenendo la prima squadra non neozelandese a essere incoronata campione del Super 12. In quell'anno i British Lions, nel loro tour in Australia, giocarono una partita contro i Brumbies, che i neocampioni persero di soli due punti, 28-30.
Sotto la guida del nuovo allenatore David Nucifora, nel 2002 i Brumbies guadagnarono la loro terza finale consecutiva, ancora una volta contro i Crusaders che li avevano sconfitti due anni prima. Ancora una volta furono i Crusader a vincere il trofeo, vincendo la partita per 31-13. La stagione seguente, alla ricerca della quarta finale consecutiva, i Brumbies furono eliminati in semifinale dai Blues. Riuscirono però lo stesso anno a sconfiggere le nazionali di Fiji e Tonga.
Nel 2004 i Brumbies finirono la stagione regolare al primo posto, staccando la seconda in classifica di sei punti. Ospitarono quindi la finale, ed ebbero come avversario ancora una volta i Crusaders, che riuscirono finalmente a sconfiggere per 47-38 dinanzi a un pubblico da record al Canberra Stadium. A stagione ultimata il nome della squadra fu cambiato in Brumbies Rugby.
Sotto la guida di Laurie Fisher, nel 2005 i Brumbies, complici anche i numerosi infortuni, terminarono quinti in classifica, mancando i play off. L'anno successivo, con l'ammissione di una nuova squadra sia dell'Australia sia del Sud Africa, la competizione fu allargata, acquistando così il nome di Super 14.
Nel 2006 i Brumbies arrivarono sesti, mancando i play off di un solo punto. Anche nel 2007, arrivando quinti in classifica, mancarono i play off di soli due punti. L'anno successivo, il 2008, la squadra rispetto ai risultati cui era abituata subisce una battuta d'arresto, vincendo solo 6 partite e perdendo quindi le altre 7 del campionato, e finendo la stagione regolare nona in classifica.
Fino al 2011 i Brumbies non riuscirono a qualificarsi ai play off, finendo sempre tra il 2007 e il 2011 tra il quinto e il tredicesimo posto in classifica.
Nel 2012, dopo essere stati la prima franchigia australiana a ospitare una squadra europea in tour (il Galles), tornarono tra le migliori, concludendo con un secondo posto nella conference australiana e un settimo posto in classifica generale. L'anno successivo, dopo aver sconfitto i Lions nel loro tour in Australia, arrivarono al primo posto tra le squadre aussie e al terzo posto in classifica generale, qualificandosi per le finali dopo otto anni dall'ultima apparizione, sconfiggendo nell'ordine Cheetahs e Bulls, cedendo però nella finalissima ai Chiefs col risultato di 27-22.
Anche gli anni successivi la franchigia della capitale australiana riuscì a qualificarsi per le finali, uscendo nel 2014 e nel 2015 in semifinale e nel 2016 e nel 2017 ai quarti di finale.

## Cronologia
| Cronistoria dei Brumbies |
| --- |
| - 1996 · Formazione della franchigia dei ACT Brumbies - 1996 · 5º Super 12 - 1997 · 2º Super 12 (sconfitta in finale per il titolo) - 1998 · 10º Super 12 - 1999 · 5º Super 12 - 2000 · 1º Super 12 (sconfitta in finale per il titolo) - 2001 · 1º Super 12 Campione del Super 12 (1º titolo) - 2002 · 3º Super 12 (sconfitta in finale per il titolo) - 2003 · 4º Super 12 (sconfitta in semifinale) - 2004 · 1º Super 12 Campione del Super 12 (2º titolo) - 2005 · Cambio denominazione in Brumbies - 2005 · 5º Super 12 - 2006 · 6º Super 14 - 2007 · 5º Super 14 - 2008 · 9º Super 14 - 2009 · 7º Super 14 - 2010 · 6º Super 14 - 2011 · 4º Australian Conference Super Rugby - 2012 · 2º Australian Conference Super Rugby - 2013 · 1º Australian Conference Super Rugby (sconfitta in finale per il titolo) - 2014 · 2º Australian Conference Super Rugby (sconfitta in semifinale) - 2015 · 2º Australian Conference Super Rugby (sconfitta in semifinale) - 2016 · 1º Australia Conference Super Rugby (sconfitta nei quarti di finale) - 2017 · 1º Australia Conference Super Rugby (sconfitta nei quarti di finale) - 2018 · 3º Australian Conference Super Rugby - 2019 · 1º Australian Conference Super Rugby (sconfitta in semifinale) - 2020 · Australian Conference Super Rugby |

## Colori e nome
I colori tradizionali dei Brumbies sono il blu il bianco e l'oro. La squadra prende il nome dai cavalli selvaggi che abitano nell'entroterra di Canberra. La mascotte dei Brumbies è Brumby Jack.
Quando venne accettata nel Super 12 la squadra si chiamava ACT Brumbies. Poco dopo la stagione 2004, due federazioni regionali del Nuovo Galles del Sud, la Far South Coast Rugby Union e la 'Southern Inland Rugby Union, si unirono alla ACT Rugby Union, che di conseguenza cambiò nome in ACT and Southern NSW Rugby Union. Allo stesso tempo, l'"ACT" venne eliminato dal nome della squadra, principalmente perché essa rappresenta ufficialmente una regione molto più ampia del solo Australian Capital Territory. Anche il logo venne cambito, e ora riporta solo Brumbies Rugby, invece che ACT Brumbies.

## Stadio
I Brumbies giocano tutti i loro incontri casalinghi al Canberra Stadium (noto in passato con il nome più evocativo di Bruce Stadium), che si trova nei pressi dell'Australian Institute of Sport di Canberra. Il campo è condiviso con la squadra di rugby a 13 dei Canberra Raiders. Nel 2003 vi si sono disputati degli incontri della Coppa del Mondo di Rugby a XV. La capacità nominale è di 25 000 posti a sedere, ma il record di pubblico fu di 28 753 spettatori, in occasione della finale 2004 del Super 12. I Brumbies non usano il Canberra Stadium per i loro incontri del post-stagione, preferendo il più piccolo Viking Park.

## Allenatori
- 1996-1997  Rod McQueen
- 1998-2001  Eddie Jones
- 2002-2004  David Nucifora
- 2005-2008  Laurie Fisher
- 2009-2011  Andy Friend
- 2011  Tony Rea
- 2012-2013  Jake White
- 2014-2017  Stephen Larkham
- 2018-  Dan McKellar

## Palmarès
- Super Rugby: 2
2001, 2004
- Australian Provincial Championship: 1
2006
- Super Rugby AU: 1
2020

## Giocatori celebri
- Stephen Larkham
- George Gregan
- George Smith
- Joe Roff
- Owen Finegan
- David Giffin

## Record della formazione
- Miglior realizzatore in carriera - Stirling Mortlock (840 punti, dal 1998)
- Miglior realizzatore in una stagione - Stirling Mortlock (194 punti nel 2000)
- Maggior numero di mete in carriera - Joe Roff (57 mete, dal 1996 al 2004)
- Maggior numero di mete in una stagione - Joe Roff (15 mete nel 1997)
- Peggior sconfitta - 56-7 contro gli Hurricanes (Super 14, stagione 2009)